# Bogumiły (Pisz)
Bogumiły [bɔɡuˈmiwɨ] (deutsch Bogumillen, 1938–1945 Brödau) ist ein Dorf in der polnischen Woiwodschaft Ermland-Masuren, das zur  Gmina Pisz (Stadt- und Landgemeinde Johannisburg) im Powiat Piski (Kreis Johannisburg) gehört.

## Geographische Lage
Bogumiły liegt im östlichen Süden der Woiwodschaft Ermland-Masuren, elf Kilometer südöstlich der Kreisstadt Pisz (deutsch Johannisburg).

## Geschichte
Das seinerzeit Bogumill genannte kleine Dorf wurde 1452 durch den Deutschen Ritterorden mit 40 Hufen und 3 Diensten (jeweils mit „Hengst und Harnisch“) nach magdeburgischem Recht gegründet. Zwischen 1874 und 1945 war es in den Amtsbezirk Symken (polnisch Szymki) eingegliedert, der – 1938 in Amtsbezirk Simken umbenannt – zum Kreis Johannisburg im Regierungsbezirk Gumbinnen (ab 1905 Regierungsbezirk Allenstein) in der preußischen Provinz Ostpreußen gehörte.
Im Jahr 1910 waren in Bogumillen 297 Einwohner registriert, im Jahre 1933 waren es bereits 323.
Aufgrund der Bestimmungen des Versailler Vertrags stimmte die Bevölkerung im Abstimmungsgebiet Allenstein, zu dem Bogumillen gehörte, am 11. Juli 1920 über die weitere staatliche Zugehörigkeit zu Ostpreußen (und damit zu Deutschland) oder den Anschluss an Polen ab. In Bogumillen stimmten 200 Einwohner für den Verbleib bei Ostpreußen, auf Polen entfielen keine Stimmen.
Am 3. Juni (amtlich bestätigt am 16. Juli) 1938 wurde Bogumillen aus politisch-ideologischen Gründen der Abwehr fremdländisch erscheinender Ortsnamen in Brödau umbenannt. Die Einwohnerzahl verringerte sich bis 1939 auf 304.
In Kriegsfolge kam 1945 das gesamte südliche Ostpreußen und mit ihm auch Bogumillen/Brödau an Polen. Das Dorf erhielt die polnische Namensform Bogumiły und ist heute Sitz eines Schulzenamtes (polnisch Sołectwo) und somit eine Ortschaft im Verbund der Stadt- und Landgemeinde Pisz (Johannisburg) im Powiat Piski (Kreis Johannisburg), bis 1998 der Woiwodschaft Suwałki, seither der Woiwodschaft Ermland-Masuren zugeordnet. Im Jahr 2011 zählte Bogumiły 139 Einwohner.

### Altes Gräberfeld
Im Gebiet von Bogumillen fand man im beginnenden 20. Jahrhundert Gräberfelder mit Brandbestattung aus der römischen Kaiserzeit (1.–4. Jahrhundert n. Chr.).

## Religionen
Vor 1945 war Bogumillen in die evangelische Kirche Kumilsko (1938–1945 Morgen, polnisch Kumielsk) in der Kirchenprovinz Ostpreußen der Evangelischen Kirche der Altpreußischen Union sowie in die römisch-katholische Kirche in Johannisburg im Bistum Ermland eingepfarrt. 
Heute gehört Bogumiły zur Pfarrei Jeże (Gehsen) bzw. zur Pfarrei Kumielsk im Bistum Ełk (Lyck) der römisch-katholischen Kirche in Polen. Die evangelischen Einwohner halten sich zur Kirchengemeinde in der Kreisstadt Pisz, jetzt in der Diözese Masuren der Evangelisch-Augsburgischen Kirche gelegen.

## Schule
Seit 1737 ist Bogumillen ein Schulort.

## Verkehr
Bogumiły liegt östlich der Landesstraße 63 und ist von dieser über eine nördlich von Jeże (Gehsen) abzweigenden Nebenstraße in Richtung Zawady (Sawadden, 1938–1945 Ottenberge) bzw. Kałęczyn (Kallenzinnen, 1938–1945 Dreifelde) erreichbar. Eine Bahnanbindung besteht nicht.